# ジョフリー・バレエ
ジョフリー・バレエ（英語: Joffrey Ballet）は、アメリカ合衆国のイリノイ州シカゴを拠点とするダンス・カンパニーである。『ロメオとジュリエット』や『くるみ割り人形』などのクラシック・バレエとモダンダンスの双方を定期的に公演している。1987年にストラヴィンスキーの『春の祭典』を、失われたとされていた1913年の初演時の振付を再構築して復活上演を行ったことでも有名である。創立者であるロバート・ジョフリーとジェラルド・アルピーノの他、ポール・テイラーやトワイラ・サープ、ジョージ・バランシンといった多数の振付家がジョフリー・バレエに作品を提供してきた。ジョフリー・バレエは1956年にツアー専門のダンス・カンパニーとして設立され、1995年にシカゴに移転するまではニューヨークに拠点を置いていた。2008年に完成したジョフリー・タワーに本部と付属校であるジョフリー・アカデミー・オブ・ダンスを置き、毎年10月から翌年5月にかけてオーディトリアム・シアターで公演を行っている。2020年に、同じくシカゴに拠点を置くシカゴ・リリック・オペラとの間の取り決めに従い、公演会場をシビック・オペラ・ハウスに移転した。

## 歴史

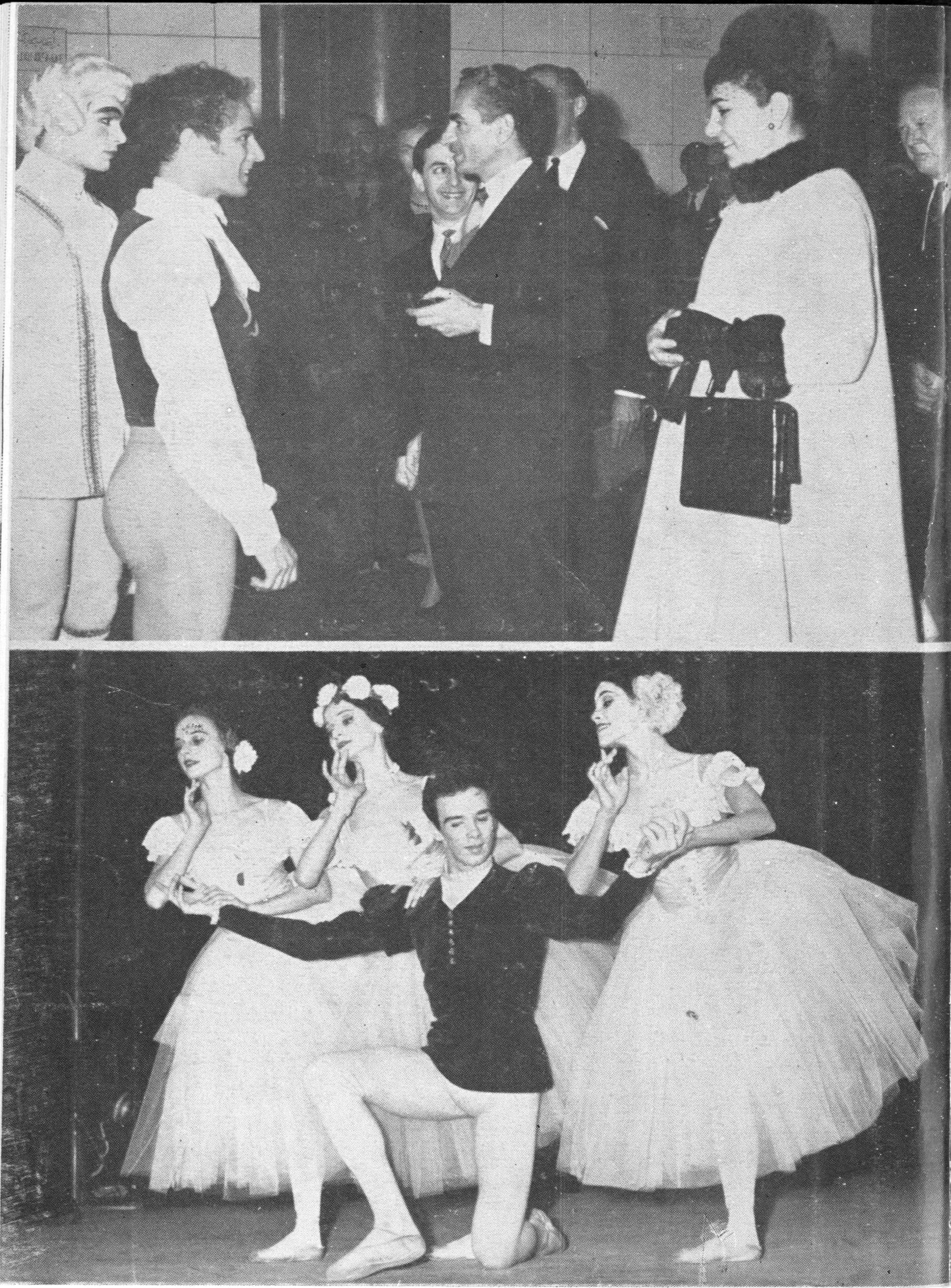
ジョフリ－・バレエのダンサーらを訪問したイラン皇帝モハンマド・レザー・パフラヴィーと皇后ファラー・ディーバー

1956年、ほとんどのツアー・カンパニーがクラシック・バレエの小編成版ばかり上演していた時期に、ロバート・ジョフリーとジェラルド・アルピーノは6人のダンサーによるアンサンブルを結成し、ステーション・ワゴンでU-ホールのトレーラーを引っ張って、ジョフリーが制作したオリジナルのバレエを上演する国内ツアーを行った。創立時のダンサー6人は、アルピーノの他、ダイアン・コンソア、ブルニルダ・ルイス、グレン・テトリー、ベアトリス・トンプキンス、ジョン・ウィルソンであった。ダンサーの給料を稼ぐためにジョフリーがニューヨークでバレエ教師として働き、その間アルピーノは団員を率いてツアーを行っていた。1957年にはシカゴで大都市での初公演を果たした。最終的にはロバート・ジョフリー・シアター・バレエという名称でニューヨークに根を下ろした。1962年にはアルヴィン・エイリーに作品を委嘱している。また、レベッカ・ハークネスは初期の同団の恩人の一人で、彼女のおかげで国際ツアー（1963年、ソビエト連邦）を行うことができたが、1964年には袂を分かっている。
ジョフリーは、1965年にカンパニーを建て直し、ジョフリー・バレエとして再出発した。1966年シーズンにニューヨーク・シティ・センターでの公演を成功させたことから、ジョフリーを芸術監督、アルピーノを首席振付家として、シティ・センター付きのバレエ団として招聘された。1970年にアルピーノが制作したロック・バレエ『トリニティ』は好評を博し、ジョフリーはクルト・ヨースの『グリーン・テーブル』を復活させたのに続いてアシュトンの『ファサード』、クランコの『パイナップル・ポール』、フォーキンの『ペトルーシュカ』およびニジンスキーの『牧神の午後』（ルドルフ・ヌレエフと共同）、マシーンの『三角帽子』、『美しきドナウ』および『パラード』を復活上演した。1973年、ジョフリーはトワイラ・サープに『デュース・クーペ』を委嘱したが、同作はサーブにとって初の委嘱作品であるとともに、自身の振付家としてのキャリアにおいて転機となる作品ともなった。1977年までシティ・センター・ジョフリー・バレエとして活動したが、以降はジョフリー・バレエとして公演を行い、1982年にはロサンゼルスに第2の拠点を置いた（1992年まで）。1995年にニューヨークを離れてシカゴに根を下ろすことを決めたが、最初の数年間は資金難に苦しみ、何度か閉鎖の憂き目に遭ったが、その間を通じてより多くの観客を掴み、その年齢層も若くなった。2005年にはシカゴ移転10周年を迎え、2006年から2007年にかけて2シーズンにも渡る創立50周年記念公演を行い、アイオワ大学のハンチャー・オーディトリウムの後援を得てアイオワ州全体を巡る無料野外公演『リバー・トゥー・リバー』も開催した。

### 大衆文化
ジョフリー・バレエは、ホワイト・ハウスで公演を行った最初のダンス・カンパニー（ジャクリーン・ケネディの招待による）であり、クラシック・バレエに取り組むカンパニーとしてはアメリカのテレビに登場したのもマルチメディアを活用したのもジョフリー・バレエが初であった。また、ロックを用いたバレエを制作したのも、タイムの表紙を飾ったのも、ダンス・カンパニーを扱った映画の主題となった（ロバート・アルトマン監督の『ザ・カンパニー』）のも、ジョフリー・バレエが初であった。『ザ・カンパニー』では、マルコム・マクダウェルがバレエ団の芸術監督を演じたが、この役はジェラルド・アルピーノがモデルになっていた。映画自体も実際にジョフリー・バレエのダンサーや振付家、スタッフから集めた逸話で構成され、ほとんどの役柄はジョフリー・バレエの団員自身が演じている。
この他、2001年の映画『セイブ・ザ・ラストダンス』では、主人公サラとデレクがシカゴでジョフリー・バレエの『シー・シャドウ』と『レ・プレサージュ』の公演を見るシーンがある。
2012年のテレビドラマ『グリー』では、登場人物のマイク・チャンがジョフリー・ダンス・アカデミーのスカラシップを獲得する。

### 『春の祭典』の復活上演
1987年の秋、ジョフリー・バレエはロサンゼルスでイーゴリ・ストラヴィンスキーのバレエ『春の祭典』の再構築版を初演した。これは1913年にフランスのパリでバレエ・リュスが初演したヴァーツラフ・ニジンスキーの振付を再構築したもので、ダンス専門家であるミリセント・ホドソンとケネス・アーチャーが初演版を再構築するために18年間に渡って行ってきた研究の集大成でもあった。初演時の衣装の80％が公演のために修復され、公演で着用された。ホドソンとアーチャーは、初演時にニジンスキーのリハーサル・アシスタントを務めていたマリー・ランバートに振付について相談をしていたが、ランバートは復活上演を見届けることなく1982年に亡くなっている。

## 活動
2014年現在、ジョフリー・バレエには40名のダンサーが所属しており、9月から5月にかけてシカゴのオーディトリアム・シアターで定期公演を行っている。また、年間を通じて、国内あるいは海外へのツアーも行っている。古典作品だけでなく現代作品もレパートリーとしており、毎年12月にはシカゴ・フィルハーモニックとの共演で『くるみ割り人形』を上演している。2016年からはクリストファー・ウィールドンに委嘱して制作した『くるみ割り人形』を上演しており、これは舞台が1893年シカゴ万博となっている。
2007年にはジェラルド・アルピーノは日常業務から引退して名誉芸術監督となったが、2009年に亡くなった。2007年10月に元ジョフリー・バレエ団員でサンフランシスコ・バレエ団の芸術助監督兼バレエ・マスターであったアシュリー・ウィーターが第3代芸術監督に就任した。2019年には、『アンナ・カレーニナ』を基にしたまったく新しい「ストーリー・バレエ」の世界初演を行った。振付はユーリ・ポッソホフが担当し、ジョフリー・バレエとオーストラリア・バレエは作曲家のイリヤ・デムツキーに作曲を委嘱したが、これはジョフリー・バレエの歴史上初となる全幕の楽曲委嘱であった。
現在、ジョフリー・バレエはシカゴのダウンタウンにあたるイースト・ランドルフ・ストリート10番地にあるジョフリー・タワーを本拠としている。ジョフリー・バレエは、大規模なツアーを行いながら、付属校であるジョフリー・アカデミー・オブ・バレエのコミュニティ・エンゲージメント・プログラムを含む教育プログラムをこなし、他の視覚芸術団体や舞台芸術団体とのコラボレーションを行っている。2020年にはシカゴ・リリック・オペラと公演パートナーシップを結び、オーディトリアム・シアターから移転する。これは、リリック・オペラがジョン・ノイマイヤーによる『オルフェオとエウリディーチェ』の新作を発表することに伴うもので、ジョフリー・バレエはオペラとバレエを融合させた本作に出演する。